# Experimentální obytný dům Drofa
Experimentální obytný dům Drofa, též Experimentální chodbový dům hotelového typu nebo stručně Drofův dům, je bytový dům ve Zlíně v ulici Zálešná I čp. 4057. Jedná se o desetipodlažní dům obsahující celkem 173 malometrážních bytových jednotek. Byl navržen architektem Miroslavem Drofou (po němž získal i své lidové označení) a realizován roku 1963. Později k němu byla přistavěna ještě dvoupodlažní budova společenského vybavení. V roce 2000 byl zapsán na seznam nemovitých kulturních památek.

## Historie
Dvacetiletý Miroslav Drofa přišel do Zlína v roce 1928 a nastoupil do Stavebního oddělení firmy Baťa. Krátce po skončení 2. světové války už patřil k nejzkušenějším architektům firmy a získal zásadní pozici při poválečné obnově města. V období tzv. dvouletky (1947–1948) projektoval mimo jiné dvojici výškových obytných domů zvaných Morýsovy či pětici věžových domů mezi železniční tratí a Stalinovou třídou (později Tomáše Bati). Od roku 1948 pracoval v projektovém oddělení Stavosvitu a od roku 1952 nastoupil do místní projektové organizace Centroprojekt. Tam se zhruba po deseti letech znovu vrátil k experimentům s prvky kolektivního bydlení v letech 1959–1963, když navrhl a přivedl k realizaci desetipodlažní dům, lidově po něm nazývaný „Drofa“, na okraji dřívější dělnické čtvrti Zálešná (a v těsném sousedství Gerbecovy vily).
Architekt Drofa se dříve (1948–1950) podílel také na přípravě zlínského kolektivního domu (hlavním autorem byl Jiří Voženílek), resp. na jeho experimentální buňce, která měla posloužit k odzkoušení nových technologií před samotnou výstavbou. Kromě toho zlínského pak byl vystavěn i kolektivní dům v Litvínově a ministerstvo výstavby na základě odborných doporučení Výzkumného ústavu výstavby a architektury s odstupem času rozhodlo věnovat se dalšímu experimentování s formami bydlení. Ve Zlíně (tehdejším Gottwaldově) tak vznikl Drofův hotelový dům a podobně také obytný dům Družba od architekta Arnošta Kubečky. Domy hotelového typu se měly zaměřit na dočasné bydlení jednočlenných nebo dvoučlenných domácností (bezdětné rodiny a seniory), pro které nebylo nutné zřizovat větší a náročnější zázemí rodinného života, ale nahrazovala je společná odpočinková zařízení přístupná všem obyvatelům. Podobné domy byly počátkem 60. let vybudovány také v Olomouci, Praze a Českých Budějovicích.
Většinu bytových jednotek ve zlínském experimentálním domě hotelového typu měly představovat malometrážní jednopokojové byty s kuchyňským koutem v předsíni. V průběhu projektových příprav i samotné výstavby domu panoval tlak na finanční úspornost a v jeho důsledku docházelo k intenzivním diskusím a měnilo se rozložení obytných prostor i materiálové řešení. Problémem se stala např. nedostupnost podlahových krytin zlinolitu či skleněných tvárnic, rušily se plánované dřevotřískové příčky.
Dům byl dokončen v závěru roku 1963. Později byl přistavěn ještě nedaleký samostatný dvoupodlažní pavilon s obchodními a společenskými službami (čp. 1036), pro nějž bylo původně zamýšleno propojení s domem pomocí chodby.

## Architektura
Drofův dům je situován na západním okraji nízké zástavby dělnických dvojdomků ve čtvrti Zálešná, několik jich ostatně muselo výstavbě experimentálního domu ustoupit. Svými rozměry vytvořil pohledovou dominantu celé oblasti a společně s dalšími výškovými budovami z 60. let zasáhl do panoramatu města. Ze západní strany samostatně stojící dům obtéká drobný vodní tok Fryštácký potok (nazývaný též Januštice).
Základem budovy o deseti obytných podlažích s rovnou střechou se stala železobetonová monolitická konstrukce o modulu 6 × 6 m, jehož kulaté sloupy vystupují z fasády vertikálně po celé výšce průčelí. Tyto sloupy byly vytvořeny pomocí nově vyvinutého speciálního typového montážního ocelového bednění s kruhovými průřezy. Jednotlivé moduly pak byly vyplněny typovými prvky: cihelnými vyzdívkami, struskobetonovými parapety se zvrásněnou strukturou povrchu a pásovými okny zasazenými v ocelových rámech. Parapety byly rytmicky zbarveny bíle a vínově.

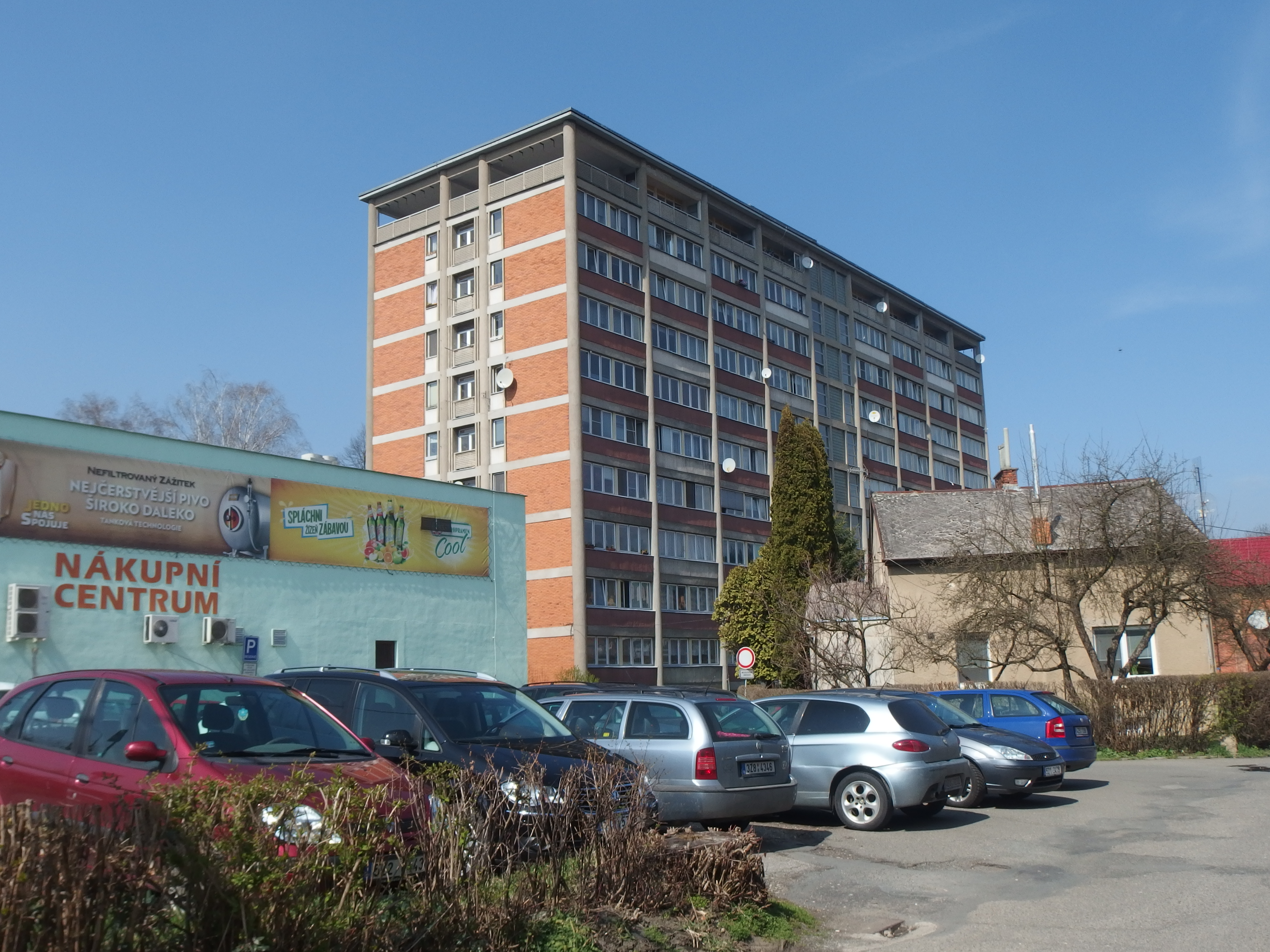
Pohled na Drofův dům od jihovýchodu, v popředí vlevo boční stěna pavilonu služeb, vpravo dřívější rodinná zástavba čtvrti

Na bočních stranách domu jsou jednotlivá pravoúhlá okna s lodžiemi se zábradlím z perforovaných betonových prefabrikátů, které se objevují také na otevřené kryté terase v posledním podlaží. Východní (zadní) fasádu dělí na poloviny pás schodišťových oken po celé šířce jednoho modulu s luxferovou středovou linií. Tento prvek s luxfery použil architekt Drofa už u Morýsových domů. Hlavní vstup je orientovaný směrem k potoku a umístěný na středovou osu západní fasády. Zdůrazňuje jej krátké schodiště s nenápadným betonovým zastřešením.
Budova s obdélníkovým půdorysem je koncipována jako trojtraktová. Osu každého z deseti obytných podlaží tvoří užší průchozí podélná chodba o šířce 3 metrů se vstupy do bytů, které jsou orientované na západ a východ. Ve středu dispozice jsou dva osobní výtahy pro šest osob a dvojramenné schodiště, které přiléhá k zadnímu (východnímu) průčelí. Většinu z celkového počtu 173 bytových jednotek tvoří jednopokojové byty o ploše 35 m2 s malou nikou pro kuchyňský kout v předsíni a koupelnou obsahující toaletu a vanu. Kromě nich bylo naproti výtahům zřízeno 26 garsoniér o velikosti poloviny konstrukčního modulu. V suterénu byly projektovány společné prádelny, sušárny, sklepy, spalovna odpadu a v přízemí také byt domovníka.

## Další vývoj
Dům zůstal ve vlastnictví statutárního města Zlína a dochovala se jeho poměrně autentická podoba. I přes dílčí úpravy zůstaly v interiérech některé originální detaily, například dvojité lítací dřevěné dveře a terazzová podlaha na schodišti i v hale, kovové mřížky kryjící radiátory na chodbách, vlýskové podlahy, vestavěné skříně i dveřní výplně v bytech.
V prosinci 2000 byl Drofův dům s malometrážními byty prohlášen rozhodnutím Ministerstva kultury ČR za kulturní památku. Národní památkový ústav přitom označil za výjimečné „dochování původních povrchů a barevnosti“.
Město oznámilo záměr dům celkově rekonstruovat a současně opravit jednu z obytných jednotek jako vzorovou v co nejpůvodnějším stavu.